# Мерцедес-Бенц A-класа (W177)
„Мерцедес-Бенц A-класа W177“ (Mercedes-Benz A-Klasse W177) е модел средни автомобили (сегмент C) на германската марка „Мерцедес-Бенц“, произвеждан от 2018 година.
Той замества предходния „Мерцедес-Бенц A-класа W176“ като най-компактен модел на марката. Произвежда се в завода на компанията в Ращат. Първоначално се предлага като хечбек, а за втората половина на 2018 година е планирано производството и на седан вариант.